# Олег Святославич (князь стародубський)
Оле́г Святосла́вич (князь стародубський) (c. 1147—1204) — син чернігівського і київського князя Святослава Всеволодовича, князь вщизький (1166—1175), князь курський (1161 р.), князь лопасненський (1176 р.), стародубський (1190—1198 рр.), чернігівський (1201/1202—1204), князь Новгород-Сіверський (1200—1201),

## Життєпис
Мав хрестильне ім'я Костянтин або Феодосій. Уперше згаданий у Іпатіївському літописі під 1161 р., коли Святослав Всеволодович посадив князювати в Курську. У 1176 р. окрім Лопасної, якою володів до того, захопив ненадовго місто Свірельськ у Чернігівському князівстві, яке знаходилося поблизу Москви.
Недовго князював у Чернігові в 1181 р. (разом із Святославом Всеволодовичем) та в 1196 р. (разом із братом Глібом).

## Сім'я
Одружився до 1175—1176 р. з Єфросинією Юріївною, донькою єлецького князя Юрія Ростиславича. Мав сина Давида, вперше згаданого в Іпатіївському літописі під 1190 р..